# Gaëtan de Rochebouët

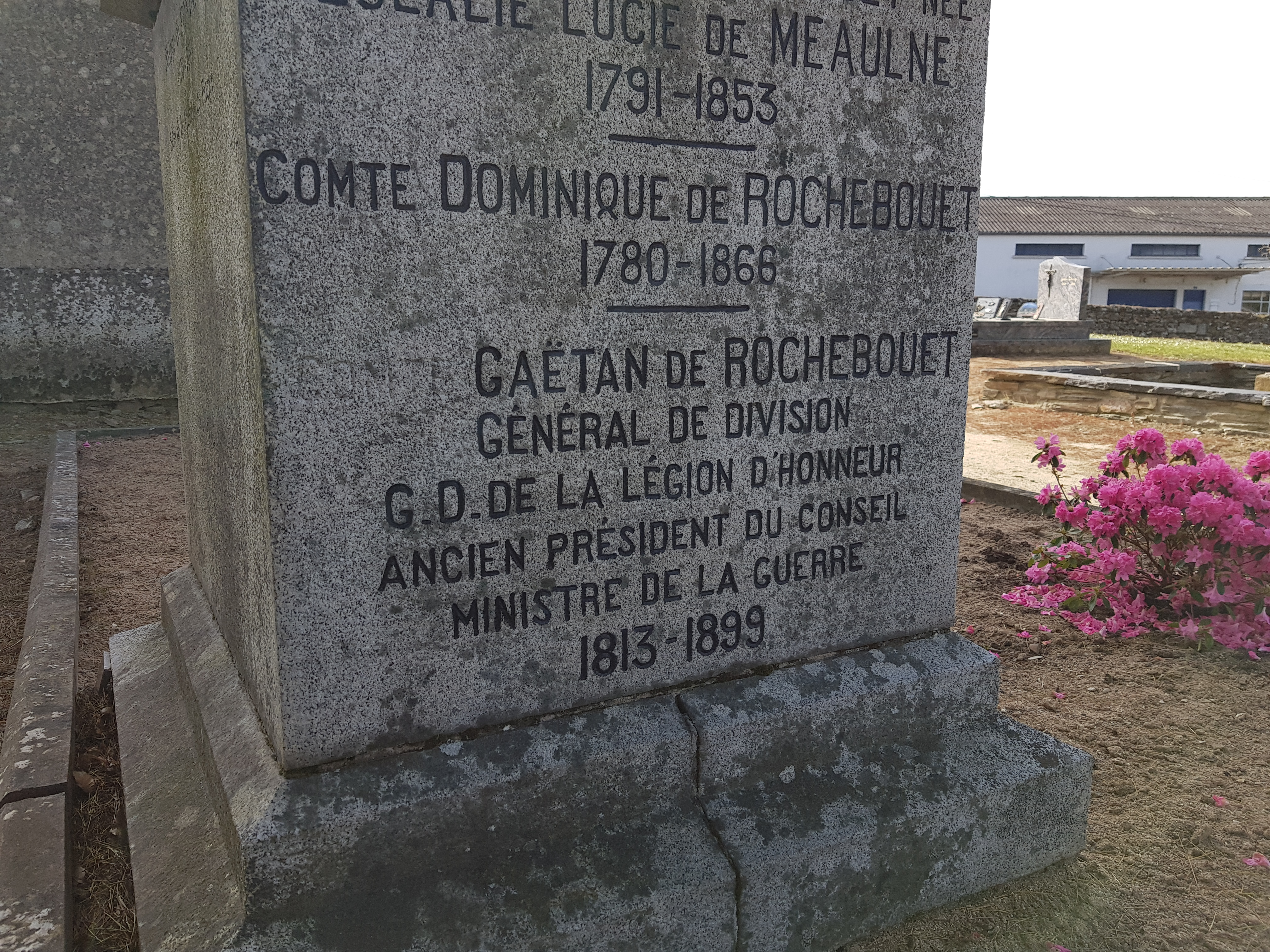
Sírja Loiréban

Gaëtan de Grimaudet de Rochebouët (Angers, 1813. március 16. – Párizs, 1899. február 23.) francia katonatiszt, a Harmadik Francia Köztársaság 8. miniszterelnöke.

## Pályafutása
Az École polytechnique-en szerzett diplomát, 1849-ben századparancsnokká nevezték ki. A Második Köztársaság alatt kitűnt rendkívül konzervatív nézeteivel, amikor Louis-Napóleon Bonaparte politikáját támogatta. Aktív szerepet játszott  Louis-Napóleon 1852. december 2-án végrehajtott államcsínyében, és a republikánusok elleneállási kísérletének elfojtásában. Jutalmul a Becsületrend tiszti fokozatával kitüntették. Fokozatosan haladt felfelé a katonai ranglértán, dandártábornok, végül vezérezredes lett.
Bár a parlamenti választások republikánus győzelemmel végződtek, Patrice de Mac-Mahon a nyíltan királypárti Rochebouët-t kérte fel kormányalakításra 1877. október 14-én, és a hadügyi tárcát is rábízta. Rochebouët a nemzetgyűlést megkerülve kizárólag külső tagokat nevezett ki a minisztériumok élére. November 23-án ismertette programját a képviselők előtt, akik számára világossá vált, hogy Mac-Mahon elnök figyelmen kívül hagyta a választási eredményeket. Kiszivárgott továbbá, hogy a hadsereg felkészült egy esetleges erőszakos hatalomátvételre. A képviselők tiltakozására távozott Rochebouët, és Jules Dufaure alakított kormányt.

## Kapcsolódó szócikk
- Franciaország miniszterelnökeinek listája

| Elődje: Albert de Broglie | Franciaország kormányfője 1877. november 23. – 1877. december 13. | Utódja: Jules Dufaure |